# Sentimental Macchiato
Sentimental Macchiato (センチメンタルマキアート) é o quarto álbum de estúdio da banda japonesa de rock e visual kei SID, lançado em 20 de fevereiro de 2008 pela Danger Crue Records.
Os singles do álbum são "Smile", "Natsukoi" (夏恋), "Mitsuyubi" (蜜指 ~ミツユビ~)" e "Namida no Ondo" (涙の温度), todos lançados em 2007. Os três últimos foram usados como música tema de programas de televisão japoneses, sendo eles Special Quiz Project Sukuizu!, Megami no Hatena e 2-Ji tchao!, respectivamente.

## Estilo musical
Como ressaltado por CD Journal e Allmusic, as canções do álbum são diversificadas em estilo musical. CD Journal resumiu que Sentimental Macchiato é "basicamente música pop rock com vocais doces", com exceção das faixas "Migite no Spoon to Hatsukoi to Knife" e "Smile" que se aproximam de variedades do punk rock e "Mitsuyubi", que o site afirmou ter um "ritmo aleatório". Alexey Eremenko do Allmusic notou que em "Yuuwaku Collection" as influências folk se misturam com guitarra hard rock, enquanto "as melhores canções do álbum" possuem elementos flamenco. Em geral, Eremenko afirmou que as músicas são confusas, citando "um pouco de disco", "metranca que está a um fio de cabelo do hardcore ou black metal" e "um jazz rock frenético".

## Recepção
| Críticas profissionais | Críticas profissionais |
| Avaliações da crítica  | Avaliações da crítica  |
| Fonte                  | Avaliação              |
| ---------------------- | ---------------------- |
| Allmusic               | 3.5 de 5 estrelas.     |

CD Journal comentou que as faixas são ricas em variedade, já o Allmusic considerou esta variedade como um "aborrecimento", dando ao álbum 3.5 estrelas de 5 em sua crítica, contando que apesar da transição da banda "tolerar um toque eclético é um preço razoável de um conjunto de canções fortes."

## Desempenho comercial
Alcançou a oitava posição na Oricon Albums Chart e permaneceu na parada por 8 semanas, vendendo 37,665 cópias enquanto esteve na parada.  De acordo com a Oricon, foi o oitavo álbum independente mais vendido em 2008 no Japão.
Os singles "Smile", "Natsukoi", "Mitsuyubi" e "Namida no Ondo" alcançaram a  11ª, 10ª, 5ª e 4ª posição na Oricon Singles Chart, respectivamente.

## Faixas
Todas as letras escritas por Mao. 
| N.º            | Título                                                                | Música         | Duração |  |
| 1.             | "Shougen" (証言)                                                      | Aki            | 3:41    |  |
| 2.             | "Natsukoi" (夏恋)                                                     | Shinji         | 4:27    |  |
| 3.             | "Migite no Spoon to Hatsukoi to Knife" (右手のスプーンと初恋とナイフ) | Shinji         | 2:27    |  |
| 4.             | "Mitsuyubi ~Mitsuyubi~" (蜜指 ~ミツユビ~)                             | Shinji         | 3:20    |  |
| 5.             | "Yuuwaku Collection" (誘感コレクション)                               | Aki            | 3:24    |  |
| 6.             | "And boyfriend"                                                       | Yūya           | 3:55    |  |
| 7.             | "Orion"                                                               | Aki            | 4:31    |  |
| 8.             | "Maschera" (マスカラ)                                                 | Shinji         | 4:34    |  |
| 9.             | "Smile"                                                               | Shinji         | 3:05    |  |
| 10.            | "Dear Tokyo"                                                          | Aki            | 3:46    |  |
| 11.            | "Namida no Ondo" (涙の温度)                                           | Aki            | 5:22    |  |
| Duração total: | Duração total:                                                        | Duração total: | 42:30   |  |

## Ficha técnica
- Mao – vocal
- Shinji – guitarra
- Aki – baixo
- Yūya – bateria